# История дня благодарения
«История Дня Благодарения» (англ. A History Channel Thanksgiving — буквально «День благодарения Исторического канала») — эпизод 1513 (№ 222) сериала «Южный парк», премьера которого состоялась 9 ноября 2011 года.

## Сюжет
В канун Дня благодарения детям задают написать реферат про пилигримов и индейцев чероки. Картман предлагает облегчить задачу, посмотрев тематическую передачу на канале History.

## Сатира
- «Коренной американец», выглядящий как стереотипный ковбой, скорее всего пародирует малоизвестную в России, но заметную в США тенденцию когда на бонусы, предоставляемые коренным жителям Америки, претендуют настолько далёкие их родственники и потомки, что их даже сложно назвать индейцами.
- Баттерс смотрит по телевизору клип группы Jonas Brothers. Более подробно претензии создателей сериала к группе описаны в эпизоде «Кольцо».
- Серия высмеивает низкое качество, отсутствие научной экспертизы и слабую достоверность продукции известного History Channel, претендующего на роль «научного» телеканала. «The History Channel» принадлежит корпорации «The Walt Disney Company», которая регулярно служит мишенью шуток авторов «Южного Парка».

## Пародии
- Сюжет серии пародирует фильм «Тор» (Натали Портман присутствует как персонаж) и документальный сериал «Древние пришельцы»[1].
- В сюжете есть отсылка к серии романов и фильму «Дюна» — «кто контролирует спайс — тот контролирует Вселенную».
- Сцена допроса пародирует аналогичную сцену из фильма «Матрица», когда агент Смит допрашивает Нео. В серии агент, точно также, в полном молчании листает папку с докладом ребят, как Смит листает папку с досье Нео. Агенты за его спиной стоят в такой же позе, что и агенты Джонс и Браун в Матрице.

## Факты
- Изображение города пилигримов напоминает Асгард из фильма «Тор».
- Когда генерал пилигримов перечисляет планеты, связанные с кротовой норой, он указывает на планету под названием «Планета Зелёных фонарей», что является отсылкой на комиксы про Зелёного фонаря. Также пилигрим говорит, что это «маленькая планета, на которую всем наплевать».
- В эпизоде «Енот против Енота и друзей», в истории Мятно-ягодного хруста упоминается планета с ягодными шахтами, а в этом эпизоде упоминаются шахты с начинкой для индейки. Похоже, авторы создали целую галактику, где еда является полезным ископаемым.
- Появление пилигрима-инопланетянина не совсем логично, поскольку в эпизоде «Дерби соснового леса» Земля была заперта в силовом поле, дабы пресечь контакты земных врунов с более прогрессивными и честными расами. Правда чуть позже пилигрим говорит, что планеты были связаны червоточинами (кротовыми норами), что могло бы помочь преодолеть силовое поле. Но на отсутствие силового поля указывали так же эпизоды «201» (запуск Тома Круза на Луну) и «Енот 2: Послевидение» (DP, бурившие скважину на Луне, которая также была заключена в силовое поле вместе с Землёй).